# 伝承 (日系アメリカ人)
伝承（でんしょう、Densho）は、アメリカ合衆国ワシントン州シアトルを拠点とする、「第二次世界大戦下における日系人の強制収容に関する歴史を保存・共有し、今日の公平と正義を促進する」事を目的として、1996年に設立された非営利団体である。

## 概要
オンライン上では、英語と日本語による日系アメリカ人に関する歴史情報の掲示のほか、動画インタビュー・写真・書簡の閲覧、無料ダウンロードが可能な電子図書館と、日系アメリカ人のオンライン伝承専門事典の運営などを行っている。

## 組織
当初は、シアトル日本商工会の501(c)(3)団体たる外郭組織として設立されたが、2002年に独立した組織となった。
同団体は、トム・イケダ代表理事を中心とした、9名の委員と14名の職員から構成される理事会が設けられている。
活動自体は、ボランティアや大学院生のインターンによって支援されている。
財政面では、基金や政府からの助成金のほか、2017年より実施されている集金パーティーたる『DENSHO DINNER』、公式サイト上の項目の一つである『GIVE』において募っている、個人からの寄付によって賄われている。

## 活動内容

### オンライン
公式サイトでは、文字起こしされた2,000時間近いインタビュー動画や、約80,000にも及ぶ歴史的な写真や書簡が、閲覧可能となっている。
また同サイトには、ワシントン州における学習指導要領の基準を満たした、著作権フリーの社会科教材も収録されている。
900本以上のインタビュー動画では、10ヶ所の強制収容所や、司法省・陸軍省の拘置所における個々人の体験談のほか、あらゆる分野で活躍した様々な日系人の足跡を、永続的に捉える事を目的として、アイコ・ヨシナガ、ノーマン・ミネタ、ダニエル・イノウエ、デール・ミナミ、ユリ・コウチヤマといった著名人のものも視聴する事が出来る。
また、立ち退きを免れた日系人や、強制収容所の従業員だった白人、強制立ち退きの現場を目撃したほか、1980年代のリドレス運動を支援した、日系人以外の人物のインタビューも含まれている。
当時を知る人物へのインタビュー活動は、今尚継続している。これは、同様・近似の不当な弾圧が、今後如何なる民族集団に対しても起こる事を許さないという信念と、多くの自国民が住み慣れた自宅や地域から、無理矢理引き剥がされたという過去の過ちを、アメリカ国民に周知させる事を目標としている事に起因している。

### 他団体との連携
サイト運営の他にも、作家による講演などの公教育プログラムを提供しているほか、ベインブリッジ島の日系人コミュニティや全米日系人博物館によるオーラル・ヒストリーの生成・保存への支援にも取り組んでいる。
また、過去・現在問わず、殆ど表沙汰にはされていない、多くの少数民族が直面している差別や偏見といった問題を、日系人の歴史と紡ぎ合わせる事によって、『伝承』の使命をより有意義で広範囲に亘るものとすべく、ウィング・ルーク博物館、シアトル歴史産業博物館、バーミンガム公民権研究所、ホロコースト教育資料センター・アメリカ自由人権協会・アメリカ・イスラム関係評議会の各ワシントン州支部といった、文化的・市民的な博物館や財団とも提携している。

### 学校教育
学校教育の現場においては、学生達に市民的自由の問題を考察させる為の教育課程単元を、提供している。
例えば『紛争の原因』という学課においては、「移民をめぐる紛争は、労働ニーズと社会変化から、どの様に生じるのか?」という質問を通して、移民問題の研究へ誘う形式を採っている。
『問題の探究』の単元では、第二次世界大戦下における日系人に対するメディアの姿勢と抑留措置を深掘りしたうえで、「民主主義国家においては、その一員として、責任を持って効果的に参加する為には、如何にして十分な情報を得るべきか?」という問題提起を行う。
『憲法上の問題：市民的自由、個人、そして公益』の単元では、「どの様にしてアメリカは、個人の権利と公益のバランスを取る事ができるか?」という問題提起に対する解答へ誘導する。
『伝承』による教育努力は、学生による批判的思考と全ての人々の市民的自由の尊重の奨励を旨としている。